# Tschyschouka-Arena
Die Tschyschouka-Arena (belarussisch Чыжоўка-Арэна, russisch Чижовка-Арена/Tschischowka-Arena) ist eine Mehrzweckhalle in der belarussischen Hauptstadt Minsk. Nach dem Baubeginn im Juli 2009 wurde sie nach über vierjähriger Bauzeit am 25. Dezember 2013 eröffnet. Sie ist die Heimspielstätte des Eishockeyclubs HK Junost Minsk aus der belarussischen Extraliga und bietet 9614 Zuschauern Platz. An die Haupthalle schließt sich eine Trainingshalle an, die weitere 500 Plätze aufweist.
Die Arena war Zweitspielort der Eishockey-Weltmeisterschaft der Herren 2014 und beherbergte sämtliche Vorrundenspiele der Gruppe A sowie zwei Viertelfinalpartien.

## Galerie

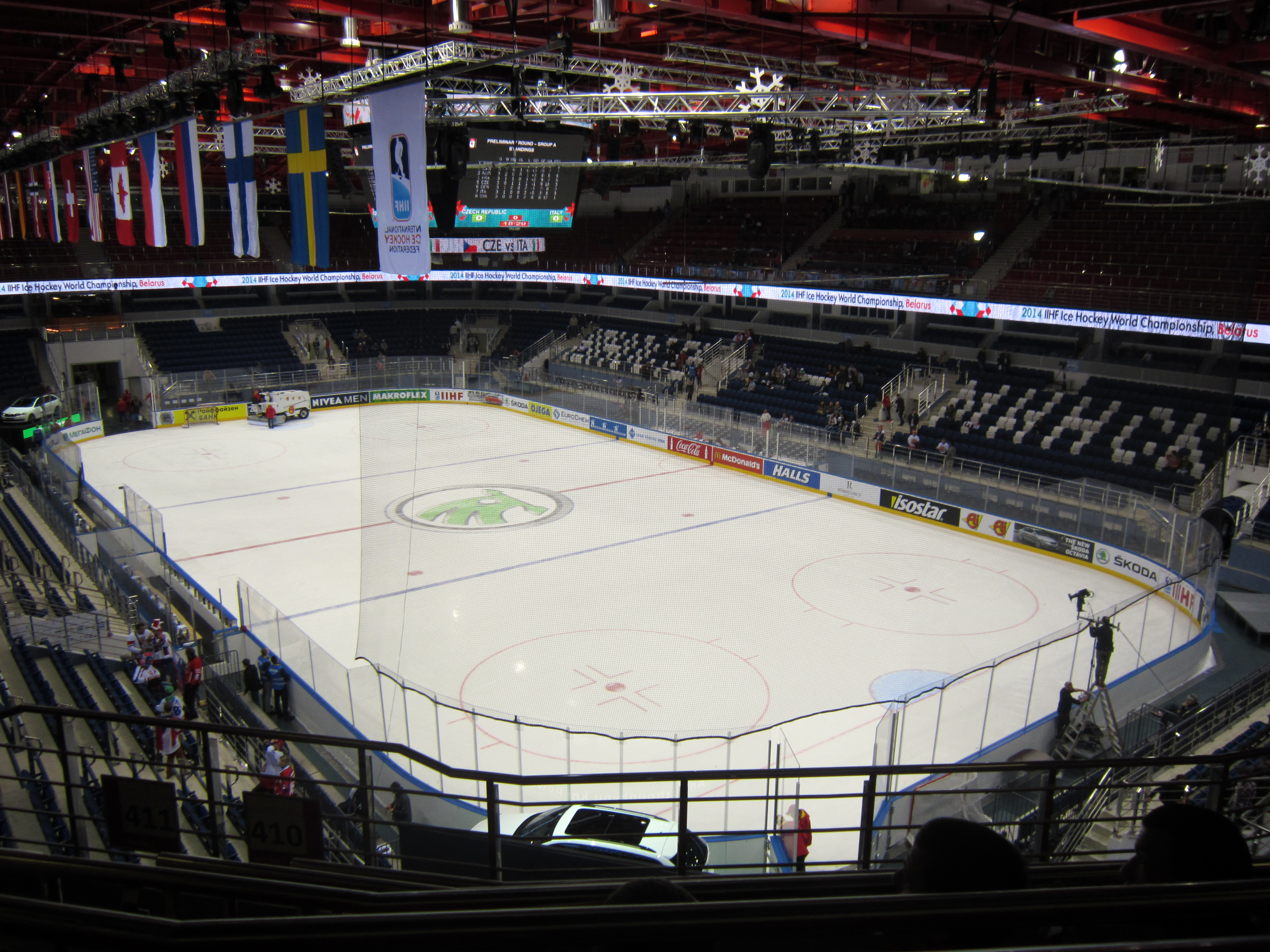
Innenraum mit Eisfläche (Mai 2014)